# Sora no Otoshimono
Sora no Otoshimono (そらのおとしもの) là loạt manga được thực hiện bởi Minazuki Suu. Loạt manga này bắt đầu đăng trên tạp chí truyện tranh dành cho shōnen là Shōnen Ace của Kadokawa Shoten từ ngày 26 tháng 3 năm 2007 đến ngày 26 tháng 2 năm 2014. Cốt truyện xoay quanh Sakurai Tomoki một anh chàng có đầu óc đen tối đang cố gắng sống một sống yên bình thì một Angeloid tên Ikaros xuất hiện với vai trò là người giúp việc. Cuộc sống của anh chàng vốn đã khó khăn lại còn rối tung lên khi các Angeloid khác xuất hiện với nhiệm vụ triệt hạ anh chàng vì là mối đe dọa tiềm tàng của một thế lực.
AIC đã thực hiện chuyển thể anime của loạt manga này và phát sóng tại Nhật Bản từ ngày 04 tháng 10 đến ngày 27 tháng 12 năm 2009 tại Nhật Bản. Bộ anime thứ hai có tựa Sora no Otoshimono: Forte (そらのおとしもの f （フォルテ）) cũng đã được thực hiện và phát sóng từ ngày 01 tháng 10 đến ngày 17 tháng 12 năm 2010. Một phim anime cũng đã được thực hiện và công chiếu vào ngày 25 tháng 6 năm 2011 và phim anime thứ hai cũng đã công chiếu vào ngày 26 tháng 4 năm 2014. Kadokawa Shoten cũng phát hành các chuyển thể light novel vào ngày 01 tháng 2 năm 2010 và ngày 01 tháng 10 năm 2010. Cũng như các chuyển thể trò chơi điện tử cũng đã được thực hiện.

## Tổng quan

### Sơ lược cốt truyện
Sakurai Tomoki, 14 tuổi, một học sinh trung học "bình thường" có phương châm là "Hòa bình và yên tĩnh là tốt nhất", và thường có ước mơ gặp gỡ một thiên thần. Cậu cảm thấy thật khó khăn để sống thoải mái khi anh phải đối mặt với bạn cùng lớp Sohara Mitsuki và cũng là người hàng xóm bên cạnh nhà cậu có võ karate giết người; Eishiro Sugata, một nhà khoa học lập dị với mong muốn khám phá ra "Thế giới mới"; và Mikako Satsukitane, chủ tịch hội học sinh tàn bạo của trường. Một hôm, để tìm hiểu nguyên nhân, cậu theo lời Sugata lên đỉnh ngọn đồi gần nhà chờ đợi. Bỗng nhiên, một hố đen hiện ra và... xuất hiện một-cô-gái-từ-trên-trời-rơi-xuống theo đúng nghĩa đen! Cô gái tên Ikaros, xưng là angeloid thế hệ Alpha, tự nhận Tomoki là chủ nhân của mình và theo cậu về nhà. Từ đó trở đi, nhiều sinh vật được gọi là "Angeloids" đến; sự yên bình của cậu đến đây là chấm dứt nhưng đồng thời tìm thấy những điều dễ chịu mà các Angeloids mang lại cho cậu, và chiến đấu với các điều tồi tệ xuống Trái đất.

### Nhân vật

#### Chính
Sakurai Tomoki (桜井 智樹, さくらい ともき)
Lồng tiếng bởi: Hoshi Sōichirō (tiếng Nhật), Đàm Vĩnh Hưng (tiếng Việt)
Bẩn bựa, dâm dê, biến thái, kẻ thù của con gái... chưa đủ để nói hết về độ "bệnh" của Tomoki. Cậu thậm chí còn tạo ra cả một hệ thống nhìn trộm để ngắm gái mọi nơi mọi lúc. Trừ khoản đó ra, Tomoki vô cùng nhân hậu và tốt bụng. Cậu cho rằng Angeloid không khác gì con người và đối xử tốt với họ như lẽ đương nhiên.
Ikaros (イカロス)
Lồng tiếng bởi: Hayami Saori (tiếng Nhật), Hồ Ngọc Hà (tiếng Việt)
Robot giải trí thế hệ Alpha, được tạo ra với mục đích làm hài lòng tất cả các yêu cầu của chủ nhân, hoặc đó là tất cả những gì Ikaros nhớ được. Sau khi được Tomoki cứu khỏi vụ nổ hố đen, Ikaros liền nhận cậu làm chủ nhân và theo về. Biểu cảm của Ikaros khá hạn chế nên cô hầu như lúc nào cũng chỉ mang một vẻ mặt. Càng về sau, Ikaros càng có nhiều tình cảm với Tomoki.
Nymph (ニンフ)
Lồng tiếng bởi: Nomizu Iori (tiếng Nhật), Tuyết Nhung (tiếng Việt)
Robot chiến đấu thế hệ Beta, Angeloid thứ hai xuất hiện sau Ikaros – Nymph có nhiệm vụ đưa Ikaros trở về với "chủ nhân" thực sự.
Mitsuki Sohara (見月 そはら, みつき そはら)
Lồng tiếng bởi: Mina
Cô bạn thuở nhỏ của Tomoki, đai đen karate, sở hữu cú chặt chết người, tính cách có phần bạo lực – Sohara là người chuyên ngăn cản những trò đùa bệnh hoạn của cậu. Tuy nhiên, tình cảm Sohara dành cho Tomoki lại không hề nhỏ.
Astraea (アストレア)
Lồng tiếng bởi: Fukuhara Kaori (tiếng Nhật), Dương Hoàng Yến (tiếng Việt)
Robot chiến đấu thế hệ Delta, Angeloid thứ năm xuất hiện sau Ikaros, Nymph và hai Harpy – Astraea có nhiệm vụ tiêu diệt Sakurai Tomoki.
Kazane Hiyori (風音 日和, かざね ひより)
Lồng tiếng bởi: Hikasa Yōko
Sugata Eishirō (守形 英四郎, すがた えいしろう)
Lồng tiếng bởi: Suzuki Tatsuhisa
Sugata là đàn anh khóa trên của Tomoki và Sohara, trưởng câu lạc bộ "Vùng đất mới". Anh sống trong một cái lều ở bên bờ sông cạnh khu rừng đầy thú dữ. Mục đích sống duy nhất hiện tại của anh là đi tìm một miền đất mới. Trái với tính cách vô cùng kì quặc, điên rồ và đôi chút biến thái, Sugata rất thông minh, đa năng và "nguy hiểm".
Satsukitane Mikako (五月田根 美香子, さつきたね みかこ)
Lồng tiếng bởi: Takagaki Ayahi
Bạn thuở nhỏ của Sugata, hội trưởng hội học sinh – Mikako là người kế thừa duy nhất của gia tộc yakuza Satsukitane giàu nứt đố đổ vách, tiền tiêu xài không hết, học giỏi, thông minh, xinh đẹp....hội tụ đủ các yếu tố "con nhà người ta". Thế nhưng, ngược lại hoàn toàn với vẻ ngoài hào nhoáng, Mikako khiến mọi người phải kinh hãi thốt lên "Ác quỷ!!" vì những suy nghĩ, sở thích và trò đùa quái đản.

#### Synapse
Daedalus (ダイダロス)
Lồng tiếng bởi: Ōgame Asuka
Synapse no Master (シナプスのマスター)
Lồng tiếng bởi: Miki Shinichirō (tiếng Nhật), Hoàng Khuyết (tiếng Việt)

#### Angeloids
Harpies (ハーピー)
Harpies 1 (ハーピー1)
Lồng tiếng bởi: Neya Michiko
Harpies 2 (ハーピー2)
Lồng tiếng bởi: Okamoto Maya
Chaos (カオス)
Lồng tiếng bởi: Toyosaki Aki
Seiren (セイレーン)
Ikaros Melan (イカロス＝メラン)
Oregano (オレガノ)

#### Nhà Sakurai
Sakurai Tomozō (桜井 智蔵, さくらい ともぞう)
Lồng tiếng bởi: Iwasaki Hiroshi
Sakurai Tomoyo (桜井 智代, さくらい ともよ)
Sakurai Tsutsumi (桜井 つつみ, さくらい つつみ)

#### Trường trung học Sorami

##### Học sinh
Nakai Rin (中井 凛, なかい りん)
Lồng tiếng bởi: Honda Mariko
Yanagisawa Chinatsu (柳沢 千夏, やなぎさわ ちなつ)
Lồng tiếng bởi: Kitaoka Chiharu
Koganei Harune (小金井 春音, こがねい はるね)
Lồng tiếng bởi: Kōda Yumewa
Asaka Maiko (浅香 麻衣子, あさか まいこ)
Lồng tiếng bởi: Zōgō Saeko

##### Giáo viên
Takehara (竹原, たけはら)
Lồng tiếng bởi: Maruyama Takeshi
Matsuyama Taizō (松山 泰三, まつやま たいぞう)
Lồng tiếng bởi: Kimura Masafumi
Kanae sensei (かなえ先生)
Tannin no sensei (担任の先生)
Lồng tiếng bởi: Nakamura Kōtarou
Rika kyōshi (理科教師)
Lồng tiếng bởi: Nakamura Kōtarou

#### Khác
Kaichō no chichi (会長の父)
Lồng tiếng bởi: Iwasaki Hiroshi
Pantsurobo (パンツロボ)
Lồng tiếng bởi: Ishida Akira
Zero (ゼロ)
Lồng tiếng bởi: Kosugi Jūrōta
Hououin Kingu Yoshitsune (鳳凰院 キング義経, ほうおういん キングよしつね)
Lồng tiếng bởi: Kawada Shinji
Hououin Tsukino (鳳凰院 月乃, ほうおういん つきの)
Lồng tiếng bởi: Kotobuki Minako
Makiko (マキコ)
Lồng tiếng bởi: Kosuge Mami

## Truyền thông

### Manga
Sora no Otoshimono được thực hiện bởi Minazuki Suu và đăng trên tạp chí truyện tranh dành cho shōnen là Shōnen Ace của Kadokawa Shoten từ ngày 26 tháng 3 năm 2007 đến ngày 26 tháng 2 năm 2014. Kadokawa sau đó đã tổng hợp các chương lại để phát hành thành 19 tankōbon. Panini Comics đăng ký bản quyền phân phối tại Brazil còn Kadokawa Media đã giữ bản quyền để phát hành tại Đài Loan.

### Anime
AIC đã chuyển thể loạt manga này thành anime với sự đạo diễn của Saitō Hisashi và phát sóng tại Nhật Bản từ ngày 04 tháng 10 đến ngày 27 tháng 12 năm 2009 với 13 tập trên các kênh TV Saitama và Chiba TV, KBS, tvk, Sun Television, TVQ, Tokyo MX và TV Aichi, Crunchyroll đã phát sóng phiên bản có phụ đề tiếng Anh. Kadokawa Pictures đã phát hàng 7 hộp DVD của bộ anime từ ngày 25 tháng 12 năm 2009 đến ngày 25 tháng 6 năm 2010 với hai phiên bản giới hạn và bình thường. Một tập OVA cũng được thực hiện để đính kèm chung với phiên bản đặc biệt của tankōbon thứ 9 của loạt manga. Funimation Entertainment đã đăng ký bản quyền phiên bản tiếng Anh của bộ anime để tiến hành phát sóng trực tuyến trên hệ thống mạng của mình, Proware Multimedia International cũng đăng ký bản quyền để phát hành tại Đài Loan.
Bộ anime thứ hai có tựa Sora no Otoshimono: Forte (そらのおとしもの f （フォルテ）) cũng đã được AIC thực hiện và phát sóng từ ngày 01 tháng 10 đến ngày 17 tháng 12 năm 2010 với 12 tập cũng trên các kênh đã phát sóng bộ anime thứ nhất. Kadokawa Pictures cũng đã phát hành 6 hộp DVD của bộ anime này từ ngày 24 tháng 12 năm 2010 đến ngày 27 tháng 5 năm 2011. Funimation Entertainment cũng đã đăng ký bản quyền phiên bản tiếng Anh của bộ anime để tiến hành phát sóng trực tuyến trên hệ thống mạng của mình và Proware Multimedia International cũng đăng ký bản quyền để phát hành tại Đài Loan.

### Internet radio
Được phát sóng đồng thời cùng với các bộ anime là chương trình internet radio có tên là Sora Otofuso: Rin ☆ rabu (そらおと〜ふぉーりん☆らぶ〜) đã phát sóng với 28 số với nội dung bám sát vào những gì đang xảy ra trong anime. Chương trình này được chiếu thành hai đợt ứng với thời điểm phát sóng hai bộ anime. Các chương trình này sau đó được tập hợp và phát hành thành 6 drama CD.

### Phim anime
AIC cũng đã thực hiện một phim anime có tựa Sora no Otoshimono: Tokei-jikake no Angeloid (劇場版 そらのおとしもの 時計じかけの哀女神（エンジェロイド）) và công chiếu tại các rạp tại Nhật Bản vào ngày 25 tháng 6 năm 2011. Kadokawa Pictures đã tiến hành phân phối phiên bản DVD của phim anime này từ ngày 24 tháng 2 năm 2012.
Phim anime thứ hai có tựa Sora no Otoshimono Final: Eien no Watashi no Torikago (そらのおとしものＦｉｎａｌ永遠の私の鳥籠) đã công chiếu vào ngày 26 tháng 4 năm 2014.

### Light novel
Chuyển thể light novel do Kazaki Rin viết và Minazuki minh họa đã được Kadokawa Shoten phát hành với nhãn Kadokawa Sneaker Bunko vào ngày 01 tháng 2 năm 2010. Kadokawa Shoten cũng đã phát hành tập tiếp theo của tiểu thuyết đó có tên Sora no Otoshimono f vẫn do Kazaki Rin viết và Minazuki minh họa nhưng có thêm Tachibana Ayun tham gia phần minh họa vào ngày 01 tháng 10 năm 2010.

### Trò chơi điện tử
Kadokawa Shoten đã phát triển và phát hành chuyển thể trò chơi điện tử có tên Sora no Otoshimono: DokiDoki Summer Vacation (そらのおとしもの ドキドキサマーバケーション) thể loại phiêu lựu cho hệ máy PlayStation Portable vào ngày 25 tháng 3 năm 2010.
Một trò chơi khác có tựa Sora no Otoshimono Forte: Dreamy Season (そらのおとしものf(フォルテ) Dreamy Season) thể loại phiêu lưu cũng do Kadokawa Shoten phát triển và phát hành cho hệ Nintendo DS ngày 27 tháng 1 năm 2011.

### Âm nhạc
Bộ anime đầu của Sora no Otoshimono có 1 bài hát mở đầu và 13 bài hát kết thúc khác nhau cho mỗi tập. Bài hát mở đầu là bài Ring My Bell và bài hát kết thúc của tập đầu và tập OVA là bài Soba ni Irareru Dake de (そばにいられるだけで) cả hai đều do Blue Drops trình bày đĩa đơn chứa hai bài hát này đã phát hành vào ngày 04 tháng 11 năm 2009. Mười ba bài hát kết thúc được tập hợp trong album phát hành vào ngày 29 tháng 12 năm 2009. Album chứa các bản nhạc dùng trong bộ anime này đã phát hành vào ngày 29 tháng 12 năm 2009. Một album khác chứa các bài hát do các nhân vật trình bày phát hành vào ngày 10 tháng 3 năm 2010.
| Ring My Bell     | Ring My Bell                                                                                | Ring My Bell |
| STT              | Nhan đề                                                                                     | Thời lượng   |
| ---------------- | ------------------------------------------------------------------------------------------- | ------------ |
| 1.               | "Ring My Bell (Main Vocal Hitomi)"                                                          | 4:21         |
| 2.               | "Soba ni Irareru Dake de (Main Vocal Hitomi) (そばにいられるだけで (Main Vocal Hitomi))"    | 3:54         |
| 3.               | "Ring My Bell (Main Vocal Saori)"                                                           | 4:20         |
| 4.               | "Soba ni Irareru Dake de (Main Vocal Saori) (そばにいられるだけで (Main Vocal Saori))"      | 3:54         |
| 5.               | "Ring My Bell (Original・Karaoke) (Ring My Bell (オリジナル・カラオケ))"                    | 4:21         |
| 6.               | "Soba ni Irareru Dake de (Original・Karaoke) (そばにいられるだけで (オリジナル・カラオケ))" | 3:52         |
| Tổng thời lượng: | Tổng thời lượng:                                                                            | 24:42        |

| Sora no Otoshimono Ending Theme Collection (そらのおとしもの エンディング・テーマ・コレクション) | Sora no Otoshimono Ending Theme Collection (そらのおとしもの エンディング・テーマ・コレクション)                             | Sora no Otoshimono Ending Theme Collection (そらのおとしもの エンディング・テーマ・コレクション) |
| STT                                                                                              | Nhan đề | Thời lượng                                                                                       |
| ------------------------------------------------------------------------------------------------ | --- | ------------------------------------------------------------------------------------------------ |
| 1.                                                                                               | "Misaki Meguri (Ending Ver.2.0) (Full chorus) (岬めぐり (エンディング Ver.2.0) (フルコーラス))"                              | 4:15                                                                                             |
| 2.                                                                                               | "Taiyou ga Kureta Kisetsu (Ending Ver.3.0) (Full chorus) (太陽がくれた季節 (エンディング Ver.3.0) (フルコーラス))"           | 2:16                                                                                             |
| 3.                                                                                               | "Senshi no Kyuusoku (Ending Ver.4.0) (Full chorus) (戦士の休息 (エンディング Ver.4.0) (フルコーラス))"                       | 3:31                                                                                             |
| 4.                                                                                               | "Yuke! Yuke! Kawaguchi Hiroshi!! (Ending Ver.5.0) (Full chorus) (ゆけ!ゆけ!川口浩!! (エンディング Ver.5.0) (フルコーラス))"  | 3:35                                                                                             |
| 5.                                                                                               | "Natsuiro no Nancy (Ending Ver.6.0) (Full chorus) (夏色のナンシー (エンディング Ver.6.0) (フルコーラス))"                    | 3:12                                                                                             |
| 6.                                                                                               | "Furimuku na Kimi wa Utsukushii (Ending Ver.7.0) (Full chorus) (ふり向くな君は美しい (エンディング Ver.7.0) (フルコーラス))" | 2:54                                                                                             |
| 7.                                                                                               | "Wild Seven (Ending Ver.8.0) (Full chorus) (ワイルドセブン (エンディング Ver.8.0) (フルコーラス))"                           | 2:39                                                                                             |
| 8.                                                                                               | "Hatsukoi (Ending Ver.9.0) (Full chorus) (初恋 (エンディング Ver.9.0) (フルコーラス))"                                       | 3:53                                                                                             |
| 9.                                                                                               | "Bokura no Diary (Ending Ver.10) (Full chorus) (僕等のダイアリー (エンディング Ver.10) (フルコーラス))"                      | 3:11                                                                                             |
| 10.                                                                                              | "Champion (Ending Ver.101) (Full chorus) (チャンピオン (エンディング Ver.101) (フルコーラス))"                               | 4:14                                                                                             |
| 11.                                                                                              | "Akai Hana Shiroi Hana (Ending Ver.102) (Full chorus) (赤い花 白い花 (エンディング Ver.102) (フルコーラス))"                 | 3:02                                                                                             |
| 12.                                                                                              | "Haruichiban (Ending Ver.104) (Full chorus) (春一番 (エンディング Ver.104) (フルコーラス))"                                  | 3:29                                                                                             |
| 13.                                                                                              | "Ending Ver.1.0~XIV Nonstop Medley! (Bonus Track) (エンディング Ver.1.0～XIV ノンストップメドレー! (ボーナス・トラック))"    | 21:24                                                                                            |
| Tổng thời lượng:                                                                                 | Tổng thời lượng: | 1:01:35                                                                                          |

| Sora no Otoshimono ~Tenshi ga Kureta Gekiban Shu~ (そらのおとしもの ～天使がくれた劇伴集～) | Sora no Otoshimono ~Tenshi ga Kureta Gekiban Shu~ (そらのおとしもの ～天使がくれた劇伴集～) | Sora no Otoshimono ~Tenshi ga Kureta Gekiban Shu~ (そらのおとしもの ～天使がくれた劇伴集～) |
| STT                                                                                         | Nhan đề                                                                                     | Thời lượng                                                                                  |
| ------------------------------------------------------------------------------------------- | ------------------------------------------------------------------------------------------- | ------------------------------------------------------------------------------------------- |
| 1.                                                                                          | "Yume (夢)"                                                                                 | 2:43                                                                                        |
| 2.                                                                                          | "Ring My Bell (TV Size) (Ring My Bell (TVサイズ))"                                          | 1:33                                                                                        |
| 3.                                                                                          | "Keyword=Shintairiku (キーワード=新大陸)"                                                   | 2:02                                                                                        |
| 4.                                                                                          | "Heiwa ga Ichiban! (平和が一番!)"                                                           | 3:01                                                                                        |
| 5.                                                                                          | "Nonki na Takurami (のんきなたくらみ)"                                                      | 2:31                                                                                        |
| 6.                                                                                          | "Sohara Runrun (そはらルンルン)"                                                            | 2:19                                                                                        |
| 7.                                                                                          | "Kenzen na Kokoro (健全な心)"                                                               | 2:09                                                                                        |
| 8.                                                                                          | "Fuan (不安)"                                                                               | 1:55                                                                                        |
| 9.                                                                                          | "Alpha (アルファ)"                                                                          | 2:26                                                                                        |
| 10.                                                                                         | "Kaichoutekini ha (会長的には)"                                                             | 1:59                                                                                        |
| 11.                                                                                         | "Yaritai Houdai (やりたい放題)"                                                             | 2:07                                                                                        |
| 12.                                                                                         | "Ayamachi to Koukai (あやまちと後悔)"                                                       | 2:27                                                                                        |
| 13.                                                                                         | "Shintairiku Hakkenbu (新大陸発見部)"                                                       | 2:09                                                                                        |
| 14.                                                                                         | "Arienu Trouble (ありえぬトラブル)"                                                         | 2:29                                                                                        |
| 15.                                                                                         | "Jicchan no Fukaii Hanashi (じっちゃんの深イイ話)"                                          | 2:33                                                                                        |
| 16.                                                                                         | "Fureai (ふれあい)"                                                                         | 2:22                                                                                        |
| 17.                                                                                         | "Tada Soredake no Ohanashi (ただそれだけのお話)"                                            | 2:23                                                                                        |
| 18.                                                                                         | "Hajimete no Otsukai (はじめてのおつかい)"                                                  | 2:01                                                                                        |
| 19.                                                                                         | "Angeloid no Senaka (エンジェロイドの背中)"                                                 | 2:04                                                                                        |
| 20.                                                                                         | "Henteko Mission (へんてこミッション)"                                                      | 2:45                                                                                        |
| 21.                                                                                         | "Tachihadakaru Mono (立ちはだかるモノ)"                                                     | 2:52                                                                                        |
| 22.                                                                                         | "Shoumetsu (消滅)"                                                                          | 2:07                                                                                        |
| 23.                                                                                         | "Hitori ni Shinaide (ひとりにしないで)"                                                     | 2:02                                                                                        |
| 24.                                                                                         | "Magamagashiki Mono (禍々しきモノ)"                                                         | 2:33                                                                                        |
| 25.                                                                                         | "Toaru Kami no Tanjou (とある神の誕生)"                                                     | 3:01                                                                                        |
| 26.                                                                                         | "Soramichou no Yuuhi (空美町の夕日)"                                                        | 2:03                                                                                        |
| 27.                                                                                         | "Taisetsu na Koto (大切なこと)"                                                             | 1:57                                                                                        |
| 28.                                                                                         | "Eyecatch A (アイキャッチA)"                                                                | 0:06                                                                                        |
| 29.                                                                                         | "Chikuchiku・B・Tic (TV Version) (チクチク・B・チック (TV Version))"                        | 1:44                                                                                        |
| 30.                                                                                         | "fallen down (TV Version)"                                                                  | 1:25                                                                                        |
| 31.                                                                                         | "Suika (すいか)"                                                                            | 2:13                                                                                        |
| 32.                                                                                         | "Yappa Heiwa ga Ichiban! (やっぱり平和が一番!)"                                             | 2:01                                                                                        |
| Tổng thời lượng:                                                                            | Tổng thời lượng:                                                                            | 1:10:02                                                                                     |

| Sora no Otoshimono Character・Song・Album ~Sora no Ongakusai~ (そらのおとしもの キャラクター・ソング・アルバム～そらの音楽祭～) | Sora no Otoshimono Character・Song・Album ~Sora no Ongakusai~ (そらのおとしもの キャラクター・ソング・アルバム～そらの音楽祭～) | Sora no Otoshimono Character・Song・Album ~Sora no Ongakusai~ (そらのおとしもの キャラクター・ソング・アルバム～そらの音楽祭～) |
| STT | Nhan đề | Thời lượng |
| --- | --- | --- |
| 1. | "Chikuchiku・B・Tic (CD Full Version) (チクチク・B・チック (CD Full Version))"                                                  | 4:35 |
| 2. | "BGM I: Toukou Fuukei (BGM 1:登校風景)"                                                                                         | 2:36 |
| 3. | "Kimi ni Chop!!! (キミにChop!!!)"                                                                                               | 3:36 |
| 4. | "BGM II: Migite ni Juu (BGM 2:右手に銃)"                                                                                        | 2:25 |
| 5. | "Neo=Frontier Spirit" | 4:49 |
| 6. | "BGM III: Jungle Gym (BGM 3:ジャングルジム)"                                                                                    | 1:59 |
| 7. | "Princess 37564" | 4:18 |
| 8. | "BGM IV: Fushigi ni Michita Sekai (BGM 4:不思議に満ちた世界)"                                                                   | 2:01 |
| 9. | "Hansoku Metamorphose (反則メタモルフォーゼ)"                                                                                   | 4:03 |
| 10. | "BGM V: Uranus Queen~Uranus・System (BGM 5:空の女王～ウラヌス・システム)"                                                       | 4:48 |
| 11. | "Yurushite sweet heart (許して sweet heart)"                                                                                    | 4:59 |
| 12. | "BGM VI: Arigatou (BGM 6:ありがとう)"                                                                                           | 3:11 |
| 13. | "fallen down (CD Full Version)"                                                                                                 | 3:59 |
| Tổng thời lượng: | Tổng thời lượng: | 47:19 |

Bộ anime thứ hai có 2 bài hát mở đầu và 11 bài hát kết thúc. Bài hát mở đầu của tập đầu tiên dùng lại bài Ring My Bell của bộ anime thứ nhất, bài hát mở đầu của các tập còn lại là bài Heart no Kakuritsu (ハートの確率) bài hát kết thúc của tập đầu là bài Kaeru Kara (帰るから) cả hai đều do do Blue Drops trình bày. Đĩa đơn chứa bài hát mở đầu của bộ anime thứ hai và bài hát kết thúc của tập thứ nhất đã phát hành vào ngày 10 tháng 11 năm 2010 với hai phiên bản giới hạn và bình thường, phiên bản giới hạn đính kèm một đĩa chứa đoạn phim trình bày nhạc phẩm. Hai album, một chứa các bài hát kết thúc của bộ anime thứ hai và một chứa các bản nhạc dùng trong bộ anime này đã phát hành vào ngày 22 tháng 12 năm 2010. Hai album khác chứa các bài hát do các nhận vật trình bày đã phát hành vào ngày 08 tháng 12 năm 2010 và ngày 16 tháng 2 năm 2011.
| Heart no Kakuritsu (ハートの確率) | Heart no Kakuritsu (ハートの確率)                                           | Heart no Kakuritsu (ハートの確率) |
| STT                               | Nhan đề                                                                     | Thời lượng                        |
| --------------------------------- | --------------------------------------------------------------------------- | --------------------------------- |
| 1.                                | "Heart no Kakuritsu (Main Vocal Hitomi) (ハートの確率 (Main Vocal Hitomi))" | 4:17                              |
| 2.                                | "Heart no Kakuritsu (Main Vocal Saori) (ハートの確率 (Main Vocal Saori))"   | 4:17                              |
| 3.                                | "Kaeru kara (Piano Version) (帰るから (Piano Version))"                     | 4:44                              |
| 4.                                | "Heart no Kakuritsu (Instrumental) (ハートの確率 (Instrumental))"           | 4:17                              |
| 5.                                | "Kaeru kara (Instrumental) (帰るから (Instrumental))"                       | 4:43                              |
| Tổng thời lượng:                  | Tổng thời lượng:                                                            | 22:18                             |

| Sora no Otoshimono F "kotoshimo" Ending・Theme・Collection (そらのおとしものf（フォルテ）"今年も"エンディング・テーマ・コレクション) | Sora no Otoshimono F "kotoshimo" Ending・Theme・Collection (そらのおとしものf（フォルテ）"今年も"エンディング・テーマ・コレクション) | Sora no Otoshimono F "kotoshimo" Ending・Theme・Collection (そらのおとしものf（フォルテ）"今年も"エンディング・テーマ・コレクション) |
| STT | Nhan đề | Thời lượng |
| --- | --- | --- |
| 1. | "Kaeru Kara (Piano Version) (帰るから (Piano Version))"                                                                              | 4:44 |
| 2. | "COSMOS" | 4:25 |
| 3. | "Kakemeguru Seishun (かけめぐる青春)"                                                                                                | 3:22 |
| 4. | "Miracle・Guy (ミラクル・ガイ)" | 3:35 |
| 5. | "ff (Fortissimo) (ff(フォルティシモ))"                                                                                               | 4:09 |
| 6. | "Soldier・in・the・Space (ソルジャー・イン・ザ・スペース)"                                                                           | 3:03 |
| 7. | "Kaerazaru Hi no Tame ni (帰らざる日のために)"                                                                                       | 3:40 |
| 8. | "Odoriko (踊り子)" | 4:17 |
| 9. | "Natsu no Ojou-san (夏のお嬢さん)"                                                                                                   | 2:53 |
| 10. | "Boukyou no Tabi (望郷の旅)" | 2:45 |
| 11. | "Kaeru Kara (Guitar Version) (帰るから (Guitar Version))"                                                                            | 4:36 |
| 12. | "Jidai Okure no Koibitotachi (時代遅れの恋人たち)"                                                                                   | 3:09 |
| 13. | "Kaeru Kara (TV Size) (Bonus Track) (帰るから (TVサイズ) (ボーナス・トラック))"                                                      | 17:58 |
| Tổng thời lượng: | Tổng thời lượng: | 1:02:36 |

| Sora no Otoshimono F Heart ga me wo Samasu Ongakushu (そらのおとしものf(フォルテ) ハートが目を覚ます音楽集) | Sora no Otoshimono F Heart ga me wo Samasu Ongakushu (そらのおとしものf(フォルテ) ハートが目を覚ます音楽集)                       | Sora no Otoshimono F Heart ga me wo Samasu Ongakushu (そらのおとしものf(フォルテ) ハートが目を覚ます音楽集) |
| STT | Nhan đề | Thời lượng                                                                                                  |
| --- | --- | --- |
| 1. | "Heart no Kakuritsu (TV Size) (Opening Theme) (ハートの確率 (TVサイズ) (オープニング・テーマ))"                                   | 1:32 |
| 2. | "Baka ga Yatte Kita! (ヴァカがやってきた!)"                                                                                       | 3:02 |
| 3. | "Synapse no Sekai (シナプスの世界)"                                                                                               | 2:01 |
| 4. | "Gassen! (合戦!)" | 2:39 |
| 5. | "Delta (デルタ)" | 2:50 |
| 6. | "Baka! Baka! (バーカ!バーカ!)" | 2:09 |
| 7. | "Chotto Mysterious (ちょっとミステリアス)"                                                                                        | 3:13 |
| 8. | "Puchigire (ブチギレ)" | 3:03 |
| 9. | "Reikoku (冷酷)" | 2:59 |
| 10. | "Su・mo・u (ス・モ・ウ)" | 3:06 |
| 11. | "Mijime! (みじめ!)" | 3:28 |
| 12. | "Epsilon (イプシロン)" | 3:33 |
| 13. | "Saraba Tomo yo (さらば友よ)" | 3:21 |
| 14. | "37564 no Uta (Mina-goro Shinōta) (37564の唄(みなごろしのうた))"                                                                  | 2:51 |
| 15. | "Rhapsody (ラプソディー)" | 2:34 |
| 16. | "Wana (罠)" | 2:44 |
| 17. | "Tomoki Rokudou Jigoku (智樹六道地獄)"                                                                                            | 3:21 |
| 18. | "Deta! Sohadaruma (出た!そはだるま)"                                                                                              | 1:29 |
| 19. | "Ecchi na Yume (エッチな夢)" | 2:53 |
| 20. | "Kashikoi Ko Senshuken (かしこい子選手権)"                                                                                        | 1:18 |
| 21. | "Oningyou Asobi (お人形遊び)" | 2:56 |
| 22. | "Semaru Kyoufu (迫る恐怖)" | 2:12 |
| 23. | "Aitte Nani? (愛って何?)" | 2:44 |
| 24. | "Munekyun (胸キュン)" | 3:17 |
| 25. | "Yuuki no Tsubasa (勇気の翼)" | 3:27 |
| 26. | "Ring My Bell (TV Version) (Bonus Track) (Ring My Bell (TV Version) (ボーナス・トラック))"                                        | 1:33 |
| 27. | "not Moteotoko Fuyugeshiki (TV Version) (Bonus Track) (notモテ男冬景色 (TV Version) (ボーナス・トラック))"                        | 2:02 |
| 28. | "Heart no Kakuritsu (Main Vocal Saori) (TV Size) (Bonus Track) (ハートの確率 (Main Vocal Saori) (TVサイズ) (ボーナス・トラック))" | 1:32 |
| Tổng thời lượng:                                                                                            | Tổng thời lượng: | 1:13:49 |

| Sora no Otoshimono F Presents Sora no Syoujyo-tai♪ (そらのおとしものf(フォルテ) プレゼンツ そらの少女TAI♪) | Sora no Otoshimono F Presents Sora no Syoujyo-tai♪ (そらのおとしものf(フォルテ) プレゼンツ そらの少女TAI♪) | Sora no Otoshimono F Presents Sora no Syoujyo-tai♪ (そらのおとしものf(フォルテ) プレゼンツ そらの少女TAI♪) |
| STT | Nhan đề | Thời lượng                                                                                                 |
| --- | --- | --- |
| 1. | "Tenshi no wink (天使のウィンク)"                                                                          | 4:01 |
| 2. | "RASPBERRY DREAM"                                                                                          | 4:42 |
| 3. | "Mizuiro no Ame (みずいろの雨)"                                                                            | 3:23 |
| 4. | "Jin Jin Sasete (じんじんさせて)"                                                                          | 2:53 |
| 5. | "Hey! Mr. Policeman (Hey!ミスター・ポリスマン)"                                                            | 3:32 |
| 6. | "Fushigi Tokyo Cinderella (不思議Tokyoシンデレラ)"                                                         | 3:55 |
| Tổng thời lượng:                                                                                           | Tổng thời lượng:                                                                                           | 22:26 |

| Sora no Otoshimono F Charason & Drama Album ~Utahime Voice Ga Hibiku~ (そらのおとしものf(フォルテ) キャラソン&ドラマ・アルバム ~天使達の声(うたひめヴォイス)が響く~) | Sora no Otoshimono F Charason & Drama Album ~Utahime Voice Ga Hibiku~ (そらのおとしものf(フォルテ) キャラソン&ドラマ・アルバム ~天使達の声(うたひめヴォイス)が響く~) | Sora no Otoshimono F Charason & Drama Album ~Utahime Voice Ga Hibiku~ (そらのおとしものf(フォルテ) キャラソン&ドラマ・アルバム ~天使達の声(うたひめヴォイス)が響く~) |
| STT | Nhan đề | Thời lượng |
| --- | --- | --- |
| 1. | "Ring My Bell [CD Full Version]" | 4:14 |
| 2. | "Akachan ni Natta Tomoki (CD Drama Dai-1-wa) (赤ちゃんになった智樹 (CDドラマ第1話))"                                                                                 | 4:32 |
| 3. | "Naisho no Kajitsu ~Eu Te Amo~ (ナイショの果実～Eu Te Amo～)" | 4:51 |
| 4. | "Geisha Asobi (CD Drama Dai-2-wa) (芸者遊び (CDドラマ第2話))" | 3:38 |
| 5. | "Ai wo Ageru (あいをあげる)" | 4:13 |
| 6. | "Top Idol Sohara (CD Drama Dai-3-wa) (トップアイドルそはら (CDドラマ第3話))"                                                                                         | 3:09 |
| 7. | "Run! Run! Sprinter (Run!Run!スプリンター)" | 4:35 |
| 8. | "Astrea Satsurikusu (CD Drama Dai-4-wa) (アストレア殺戮す (CDドラマ第4話))"                                                                                          | 3:35 |
| 9. | "Fool・in・the・Labyrinth (フール・イン・ザ・ラビリンス)" | 4:39 |
| 10. | "Tent no Chika no Shintairiku (CD Drama Dai-5-wa) (テントの地下の新大陸 (CDドラマ第5話))"                                                                            | 3:41 |
| 11. | "Onigokko Rhapsody (鬼遊戯狂詩曲)" | 4:26 |
| 12. | "Harem END (CD Drama Dai-6-wa) (ハーレムEND (CDドラマ第6話))" | 5:04 |
| 13. | "not Moteotoko Fuyugeshiki [CD Full Version] (notモテ男冬景色 [CD Full Version])"                                                                                    | 4:31 |
| Tổng thời lượng: | Tổng thời lượng: | 55:08 |

Phim anime thứ nhất có hai bài hát chủ đề, một mở đầu và một kết thúc. Bài hát mở đầu là bài SECOND và bài hát kế thúc là bài Sora to Maboroshi (そらとまぼろし) cả hai đều do Blue Drops trình bày. Đĩa đơn chứa bài hát mở đầu và kết thúc đã phát hành vào ngày 22 tháng 6 năm 20011. Một album chứa các bản nhạc dùng trong phim anime này cũng đã phát hành vào ngày 06 tháng 7 năm 2011.
| SECOND           | SECOND                                                                     | SECOND     |
| STT              | Nhan đề                                                                    | Thời lượng |
| ---------------- | -------------------------------------------------------------------------- | ---------- |
| 1.               | "SECOND (Main Vocal Hitomi)"                                               | 4:31       |
| 2.               | "Sora to Maboroshi (Main Vocal Saori) (そらとまぼろし (Main Vocal Saori))" | 5:23       |
| 3.               | "SECOND (Main Vocal Saori)"                                                | 4:31       |
| 4.               | "SECOND (Instrumental)"                                                    | 4:31       |
| 5.               | "Sora to Maboroshi (Instrumental) (そらとまぼろし (Instrumental))"         | 5:22       |
| Tổng thời lượng: | Tổng thời lượng:                                                           | 24:20      |

| Gekijouban Sora no Otoshimono Tokei Jikake no Angeloid Tokei Jikake no Ongakushuu (劇場版そらのおとしもの 時計じかけの哀女神 時計じかけの音楽集) | Gekijouban Sora no Otoshimono Tokei Jikake no Angeloid Tokei Jikake no Ongakushuu (劇場版そらのおとしもの 時計じかけの哀女神 時計じかけの音楽集)                                 | Gekijouban Sora no Otoshimono Tokei Jikake no Angeloid Tokei Jikake no Ongakushuu (劇場版そらのおとしもの 時計じかけの哀女神 時計じかけの音楽集) |
| STT | Nhan đề | Thời lượng |
| --- | --- | --- |
| 1. | "Ikari no Hiyoko (怒りのヒヨコ)" | 0:48 |
| 2. | "Main Title (メインタイトル)" | 0:32 |
| 3. | "Chou☆Ai Gattai!! Angerobo!! [CD Full Version] (超☆愛合体!!エンジェロボ!! [CD Full Version])"                                                                                    | 4:47 |
| 4. | "Hiyori no Theme (日和のテーマ)" | 2:59 |
| 5. | "Pantsu Panic (パンツパニック)" | 1:24 |
| 6. | "Akogare (あこがれ)" | 0:44 |
| 7. | "Tokimeki (ときめき)" | 1:13 |
| 8. | "Ijiwaru Nyuubu Test (イジワル入部テスト)" | 1:40 |
| 9. | "Doki Doki (ドキドキ)" | 0:52 |
| 10. | "Pantsu Sushi (パンツ寿司)" | 0:58 |
| 11. | "Yasai (野菜)" | 0:27 |
| 12. | "Nymph no Namida (ニンフの涙)" | 1:15 |
| 13. | "Moriagaru Seijun (盛り上がる清純)" | 0:42 |
| 14. | "Omoi (想い)" | 1:01 |
| 15. | "Kuishinbou (食いしん坊)" | 0:38 |
| 16. | "Yorokobi (喜び)" | 0:54 |
| 17. | "Crayon [CD Full Version] (Sōnyū Uta) (クレヨン [CD Full Version] (挿入歌))" | 4:17 |
| 18. | "Hatsuga (発芽)" | 1:03 |
| 19. | "Omoide no Basho (思い出の場所)" | 2:00 |
| 20. | "Sukoshi no Yuuki (少しの勇気)" | 1:17 |
| 21. | "Eye-Catch (アイキャッチ)" | 0:21 |
| 22. | "Boroboro (ボロボロ)" | 1:01 |
| 23. | "Jealousy! (ジェラシー!)" | 0:55 |
| 24. | "Kokuhaku (告白)" | 1:00 |
| 25. | "Sukitte Nan desu ka? (好きってなんですか?)" | 0:39 |
| 26. | "Machiawase (待ち合わせ)" | 1:15 |
| 27. | "Delete (デリート)" | 0:58 |
| 28. | "Yume no Owari (夢の終わり)" | 1:05 |
| 29. | "Hiyori wo Sagase! (日和を捜せ!)" | 1:44 |
| 30. | "Kourin (降臨)" | 0:59 |
| 31. | "Zeta (ゼータ)" | 2:02 |
| 32. | "Kesshi no Angeloid (決死のエンジェロイド)" | 1:54 |
| 33. | "Countdown (カウントダウン)" | 1:55 |
| 34. | "Wakare (別れ)" | 3:34 |
| 35. | "Hane no Furu Oka (羽の降る丘)" | 0:33 |
| 36. | "Sora to Maboroshi [Movie Ending Size] (Ending Theme) (そらとまぼろし [Movie Ending Size] (エンディングテーマ))"                                                                 | 3:29 |
| 37. | "Hanikami Ikaros (Gekijō-ban mi Shiyō Shinkyoku) (はにかみイカロス (劇場版未使用新曲))"                                                                                          | 0:49 |
| 38. | "Nymph no Nozomi (Gekijō-ban mi Shiyō Shinkyoku) (ニンフの望み (劇場版未使用新曲))"                                                                                              | 0:31 |
| 39. | "Yochou (Gekijō-ban mi Shiyō Shinkyoku) (予兆 (劇場版未使用新曲))" | 0:41 |
| 40. | "Otasuke-man (Gekijō-ban mi Shiyō Shinkyoku) (お助けマン (劇場版未使用新曲))" | 0:32 |
| 41. | "Kyuushuu! (TV Animation "Sora no Otoshimono f" CD Mi Shūroku BGM) (Bonus track) (急襲! (TVアニメーション 「そらのおとしものf」 CD未収録BGM) (ボーナストラック))"                | 2:54 |
| 42. | "Ero Hero (TV Animation "Sora no Otoshimono f" CD Mi Shūroku BGM) (Bonus track) (エロヒーロー (TVアニメーション 「そらのおとしものf」 CD未収録BGM) (ボーナストラック))"          | 2:54 |
| 43. | "Kodomo no Kenka (TV Animation "Sora no Otoshimono f" CD Mi Shūroku BGM) (Bonus track) (コドモのケンカ (TVアニメーション 「そらのおとしものf」 CD未収録BGM) (ボーナストラック))" | 2:46 |
| 44. | "Warudakumi (TV Animation "Sora no Otoshimono f" CD Mi Shūroku BGM) (Bonus track) (わるだくみ (TVアニメーション 「そらのおとしものf」 CD未収録BGM) (ボーナストラック))"          | 3:05 |
| 45. | "Ikaros Konran (TV Animation "Sora no Otoshimono f" CD Mi Shūroku BGM) (Bonus track) (イカロス混乱 (TVアニメーション 「そらのおとしものf」 CD未収録BGM) (ボーナストラック))"     | 2:51 |
| 46. | "Rifujin (TV Animation "Sora no Otoshimono f" CD Mi Shūroku BGM) (Bonus track) (理不尽 (TVアニメーション 「そらのおとしものf」 CD未収録BGM) (ボーナストラック))"                 | 2:49 |
| 47. | "HAPPY (TV Animation "Sora no Otoshimono f" CD Mi Shūroku BGM) (Bonus track) (HAPPY (TVアニメーション 「そらのおとしものf」 CD未収録BGM) (ボーナストラック))"                    | 2:51 |
| Tổng thời lượng: | Tổng thời lượng: | 1:16:01 |

Phim anime thứ hai có bài hát chủ đề là bài Always Smiling do blue drops trình bày. Album chứa bài hát cùng các bản nhạc mới dùng trong phim đã phát hành vào ngày 23 tháng 4 năm 2014.
| Sora no Otoshimono ~Eternal・Icarus~ Sora no Otoshimono Final Eien no Watashi no Torikago (Eternal My Master) Jouei Kinen Album (そらのおとしもの ～エターナル・イカロス～ そらのおとしものFinal 永遠の私の鳥籠(エターナルマイマスター)上映記念アルバム) | Sora no Otoshimono ~Eternal・Icarus~ Sora no Otoshimono Final Eien no Watashi no Torikago (Eternal My Master) Jouei Kinen Album (そらのおとしもの ～エターナル・イカロス～ そらのおとしものFinal 永遠の私の鳥籠(エターナルマイマスター)上映記念アルバム) | Sora no Otoshimono ~Eternal・Icarus~ Sora no Otoshimono Final Eien no Watashi no Torikago (Eternal My Master) Jouei Kinen Album (そらのおとしもの ～エターナル・イカロス～ そらのおとしものFinal 永遠の私の鳥籠(エターナルマイマスター)上映記念アルバム) |
| STT | Nhan đề | Thời lượng |
| --- | --- | --- |
| 1. | "ERASE (Main Vocal Saori)" | 4:09 |
| 2. | "Ring My Bell (Main Vocal Saori)" | 4:21 |
| 3. | "fallen down" | 4:01 |
| 4. | "Akai Hana Shiroi Hana (赤い花 白い花)" | 3:01 |
| 5. | "Soba ni Irareru Dake de (Main Vocal Saori) (そばにいられるだけで (Main Vocal Saori))" | 3:54 |
| 6. | "Heart no Kakuritsu (Main Vocal Saori) (ハートの確率 (Main Vocal Saori))" | 4:18 |
| 7. | "COSMOS" | 4:25 |
| 8. | "Kaeru kara (Guitar Version) (帰るから (Guitar Version))" | 4:35 |
| 9. | "Naisho no Kajitsu ~Eu Te Amo~ (ナイショの果実～Eu Te Amo～)" | 4:53 |
| 10. | "SECOND (Main Vocal Saori)" | 4:31 |
| 11. | "Sora to Maboroshi (Main Vocal Saori) (そらとまぼろし (Main Vocal Saori))" | 5:23 |
| 12. | "always smiling ~Sora no Otoshimono~ (Main Vocal Saori) (always smiling ～そらのおとしもの～ (Main Vocal Saori))" | 5:37 |
| 13. | "BGM M-1 ("Sora no Otoshimono Final Eien no Watashi no Torikago (Eternal My Master)" BGM) (Bonus track) (BGM M-1 (「そらのおとしもの Final 永遠の私の鳥籠(エターナルマイマスター)」BGM) (ボーナス・トラック))"                                           | 4:30 |
| 14. | "BGM M-2 ("Sora no Otoshimono Final Eien no Watashi no Torikago (Eternal My Master)" BGM) (Bonus track) (BGM M-2 (「そらのおとしもの Final 永遠の私の鳥籠(エターナルマイマスター)」BGM) (ボーナス・トラック))"                                           | 0:16 |
| 15. | "BGM M-3 ("Sora no Otoshimono Final Eien no Watashi no Torikago (Eternal My Master)" BGM) (Bonus track) (BGM M-3 (「そらのおとしもの Final 永遠の私の鳥籠(エターナルマイマスター)」BGM) (ボーナス・トラック))"                                           | 2:30 |
| 16. | "BGM M-4 ("Sora no Otoshimono Final Eien no Watashi no Torikago (Eternal My Master)" BGM) (Bonus track) (BGM M-4 (「そらのおとしもの Final 永遠の私の鳥籠(エターナルマイマスター)」BGM) (ボーナス・トラック))"                                           | 1:18 |
| Tổng thời lượng: | Tổng thời lượng: | 1:01:49 |